# Roncello
Roncello (lombardul: Ronscell) település Olaszországban, Lombardia régióban, Monza e Brianza megyében. Lakosainak száma 4779 fő (2023. január 1.). Roncello Bellusco, Ornago, Basiano, Busnago, Trezzano Rosa és Trezzo sull’Adda községekkel határos.

## Népesség
A település lakossága az elmúlt években az alábbi módon változott:
| Lakosok száma | 4370 | 4568 | 4701 | 4779 |
|               | 2015 | 2017 | 2018 | 2023 |

## Híres szülöttjei
- Paolo Pulici (1950–) válogatott labdarúgó